# Pasuquin
Pasuquin is een gemeente in de Filipijnse provincie Ilocos Norte op het eiland Luzon. Bij de laatste census in 2010 telde de gemeente bijna 28 duizend inwoners.

## Geografie

### Bestuurlijke indeling
Pasuquin is onderverdeeld in de volgende 33 barangays:
| - Batuli - Binsang - Nalvo - Caruan - Carusikis - Carusipan - Dadaeman - Darupidip - Davila - Dilanis - Dilavo | - Estancia - Naglicuan - Nagsanga - Ngabangab - Pangil - Poblacion 1 - Poblacion 2 - Poblacion 3 - Poblacion 4 - Pragata - Puyupuyan | - Sulongan - Salpad - San Juan - Santa Catalina - Santa Matilde - Sapat - Sulbec - Surong - Susugaen - Tabungao - Tadao |

## Demografie
Pasuquin had bij de census van 2010 een inwoneraantal van 27.952 mensen. Dit waren 1.645 mensen (6,3%) meer dan bij de vorige census van 2007. Ten opzichte van de census van 2000 was het aantal inwoners gegroeid met 3.213 mensen (13,0%). De gemiddelde jaarlijkse groei in die periode kwam daarmee uit op 1,23%, hetgeen lager was dan het landelijk jaarlijks gemiddelde over deze periode (1,90%).

De bevolkingsdichtheid van Pasuquin was ten tijde van de laatste census, met 27.952 inwoners op 210,54 km², 132,8 mensen per km².